# Historia de Huasco
La historia de Huasco no inicia con su fundación en el 16 de abril de 1850, si no siglos antes incluso de la llegada de los españoles. Pues este territorio ya para el año 1000, era habitado por la cultura Copiapó, quienes fueron atraídos por las innumerables riquezas de suelo, productos marinos y mineros, que son propios hasta el día de hoy en esta zona.

## Historia

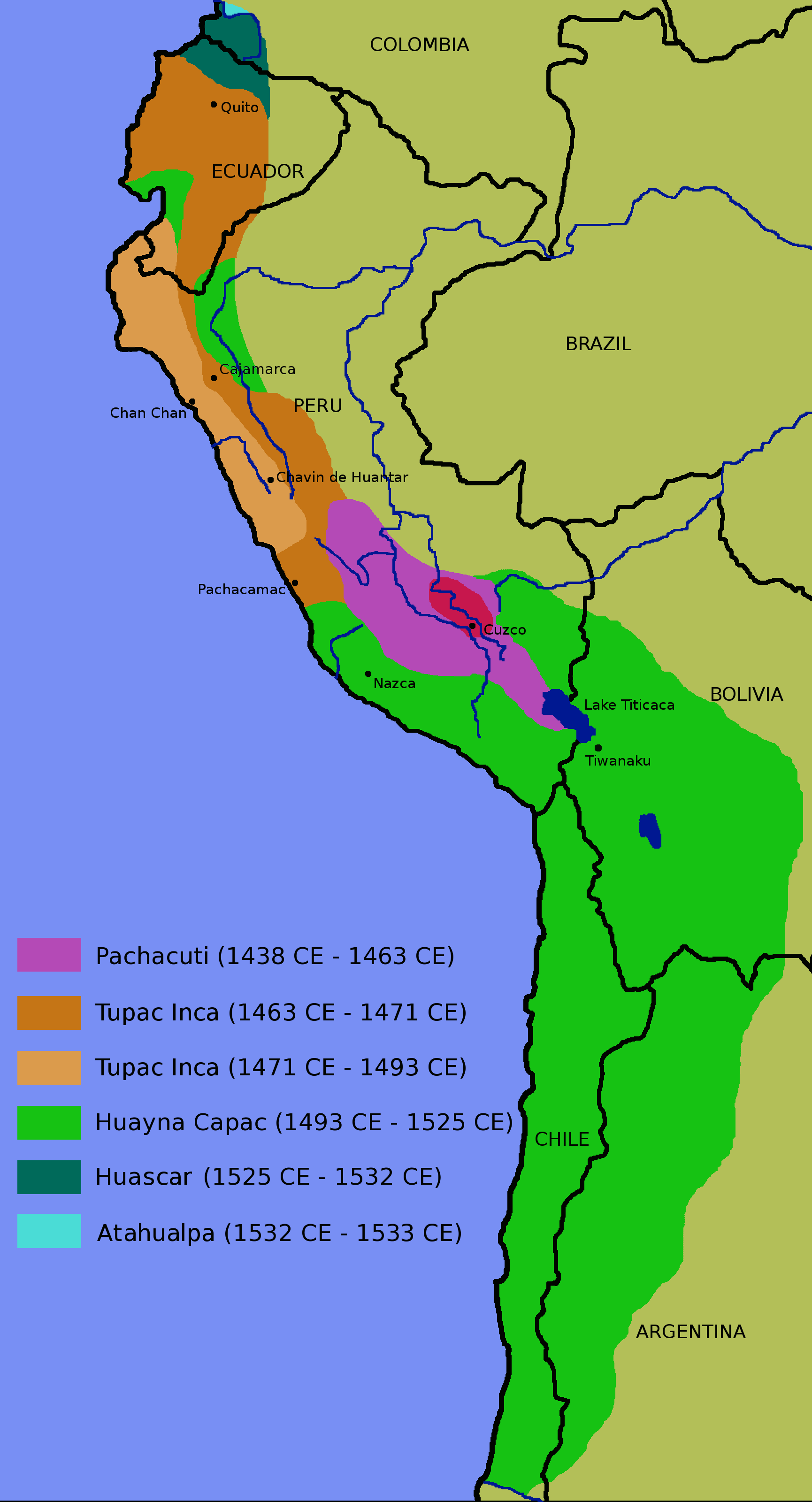
El Imperio incaico, durante su máxima expansión ocupó territorios desde el sur de Colombia hasta el centro de Chile y el centro occidente de Argentina. Las civilizaciones que le antecedieron o que fueron conquistadas por estos son denominadas culturas preincaicas.

### Orígenes

#### Período Intermedio Tardío
Entre los años 1000 y 1400 esta costa estaba habitada por la cultura Copiapó, grupo que habitó en la costa desde Taltal hasta el puerto de Huasco.

#### Periodo Preagroalfarero
Alrededor del año 1470, la cultura Copiapó ya se había fusionado con la etnia diaguitas, quienes fueron sometidos por el Imperio incaico, durante el reinado del Inca Túpac Yupanqui. Los incaicos fundían diversos minerales en el área.
Posterior a ello en el año 1536, hay antecedentes de que la etnia Changos pescaban en este sector, ellos tenían algunas chozas hacia la desembocadura del río Huasco, contaban con balsas de cuero de lobo y además se alimentaban de frutos silvestres. Eran casi nómades, y se trasladaban de un lugar a otro en la costa del norte, estableciéndose pasajeramente en las caletas donde había más pesca, o en las proximidades de los ríos, que más tarde habían de ser los lugares de predilección para su residencia. En efecto, los changos, una vez que comprendieron la comodidad de la vida agrícola y el cultivo de cereales y árboles frutales, abandonaron el litoral y se establecieron en los valles, donde se dedicaron al cultivo del maíz, del poroto pallar, y del ají, que ya se conocía a la llegada de los españoles.

### Era Colonial (siglos XVI, XVII, XVIII, XIX)

#### sigloXVI
En 1554 el segundo galeón del militar español Francisco Pérez de Valenzuela naufragó en esta costa. 
En 1589 un encomendero de la parte alta del valle de Huasco, Jerónimo de Ramos y Torres, realizó el primer embarque de cobre al extranjero por el puerto de Victoria (actual bahía Guacolda de Huasco), envío que hizo en velero de su majestad el rey de España Felipe II. Seguramente este cobre procedería de las ricas y antiguas minas de Camarones al interior de Vallenar.

#### sigloXVII

##### Pirata Olivier van Noort

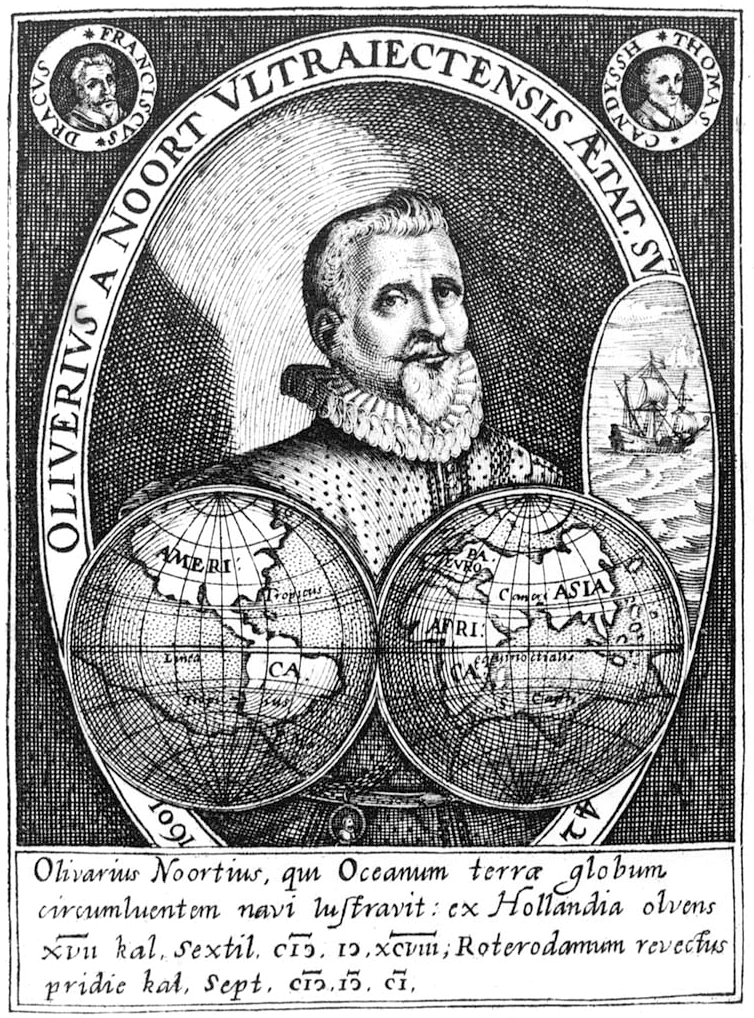
Olivier van Noort.

El 1 de abril de 1600 desembarca en la bahía huasquina el pirata neerlandés Olivier van Noort, permaneciendo ocho días en la zona donde aprovechó de reabastecer alimentos y robar a los vecinos de Santa Rosa de Lima (Freirina), el 5 de abril el corsario libera al Capitán Francisco de Ibarra, pero retiene al piloto Juan Sandoval y a dos esclavos negros de la fragata española galeón Buen Jesús, que habían aprisionado en la isla Santa María, cerca de Concepción. El 6 de abril juzga y fusila a su marinero Hans Dircksz de Leiden, por robar pan a sus colegas. El 7 de abril los marineros neerlandeses incendiaron el barco Los Picos de 160 toneladas con la mitad de su carga aún dentro, que había sido sacado en el ataque a la bahía de Valparaíso el 28 de marzo de ese mismo año. Finalmente el 8 de abril de 1600, Olivier van Noort y tripulación parte rumbo al norte, posteriormente a ello dan muerte al piloto Juan Sandoval, ocupándolo solo como guía para navegar en el Océano Pacífico.

##### Iglesia en San Francisco de Huasco Bajo
En el año 1633 se construye la primera iglesia del valle del Huasco, en la aldea "San Francisco de Huasco Bajo", que en el año 1933 fue reemplazada por la actual Iglesia Nuestra Señora del Rosario.

##### Primera fundación de la ciudad de Huasco
Alrededor del año 1650 ocurre la primera fundación de la ciudad de Huasco, los posteriores colonos españoles y los exploradores chilenos de principios del siglo XIX siguieron extendiendo la veta minera que siempre ha predominado en la zona.

##### Censo en Huasco Bajo
1678, se realiza el Censo de la Doctrina en Payantume, más tarde San Francisco de Huasco Bajo, lugar agrícola, donde residían agrupados, mayor volumen poblacional de naturales que el puerto y el resto del valle interior. Así lo demuestra este censo, que arroja 3416 personas.

##### Corsarios Bartolomé Sharp y Charles Davis
A mediados de marzo de 1681, luego de incendiar la ciudad de La Serena, desembarca en el puerto Huasco, el pirata y corsario inglés Bartolomé Sharp, quien hizo que los indígenas y españoles que vivían aquí, se retiraran al interior del valle. En total roban 120 carneros, 80 cabras y 200 fanegas de trigo.
En 1683 permanece, pero no desembarca en el puerto, el corsario inglés Charles Davis. Los indígenas y españoles, temerosos nuevamente huyen al interior del valle.
En abril de 1692 llegó a Huasco un buque pirata que causó alarma entre la población. A pesar de que en el gobierno de Tomás Marín de Poveda y desde 1687 los piratas habían abandonado sus correrías por el Pacífico.

#### sigloXVIII

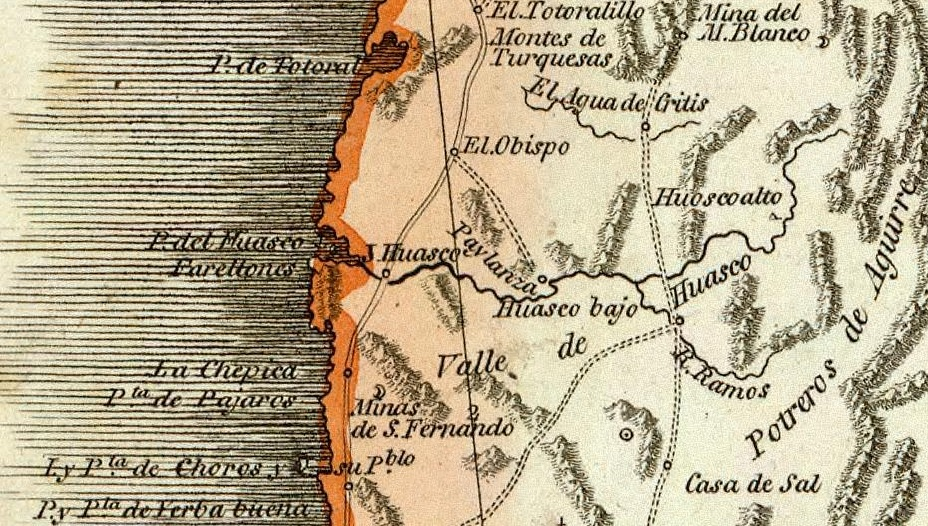
Mapa del valle en 1799, realizado por el cartógrafo Juan de la Cruz Cano y Olmedilla.

- 1710, El ingeniero francés, Francisco Amadeo Frézier, quien vino a recorrer América del Sur por encargo del Rey Luis XIV, así lo describe, "Recorrimos en seguida a la caída de la tarde, la bahía del Huasco, donde hay buen surgidero a dieciocho o veinte brazas de agua, muy cerca de tierra; nada frecuentado en este puerto, porque no tiene más movimiento que la exportación de cobre, que exporta un sólo individuo; está abierto al norte, tiene de ancho como una legua y se encuentra allí agua buena".[2] Es posible que uno de los exportadores de cobre haya sido Jerónimo de Ramos y Torres, Juan Cisternas o Pedro Corvalán, en esa época, los primeros que se dedicaron a ese negocio o trueque.[2]
- En los años 1742 y 1744, Jorge Juan y Antonio de Ulloa, célebres geógrafos españoles, estuvieron de paso en las costas e interior de algunas regiones de Chile. En su obra «Noticias secretas de América», de su estancia en Chile, indica "También en Coquimbo se trabajaban algunas minas de oro i  [sic] del mismo modo en Copiapó i en el Huasco, de este último dan el nombre, oro de Capote, siendo el más sobresaliente que se conoce".[2]
- 6 de abril de 1749, Huasco recibe el reconocimiento oficial de la colonia, lo que ratifica la importancia que ya entonces tenía el comercio de metales. La primitiva caleta Victoria fue reconocida como puerto Huasco, por disposición del gobernador de la Capitanía General de Chile dn. Domingo Ortiz de Rozas.[8][2][9]
- 20 de octubre de 1752, arribó a esta zona el gobernador del Reino de Chile, capitán general dn. Domingo Ortiz de Rozas, quien reconoce y recorre el departamento del Huasco.
- 30 de marzo de 1796, la ciudad de Huasco sufre un terremoto y tsunami provocado por terremoto de Copiapó de 1796 de 7.7 MS, este tsunami habría tenido características similares a lo ocurrido en terremoto de Vallenar de 1922.[10]

### Era Republicana

#### sigloXIX

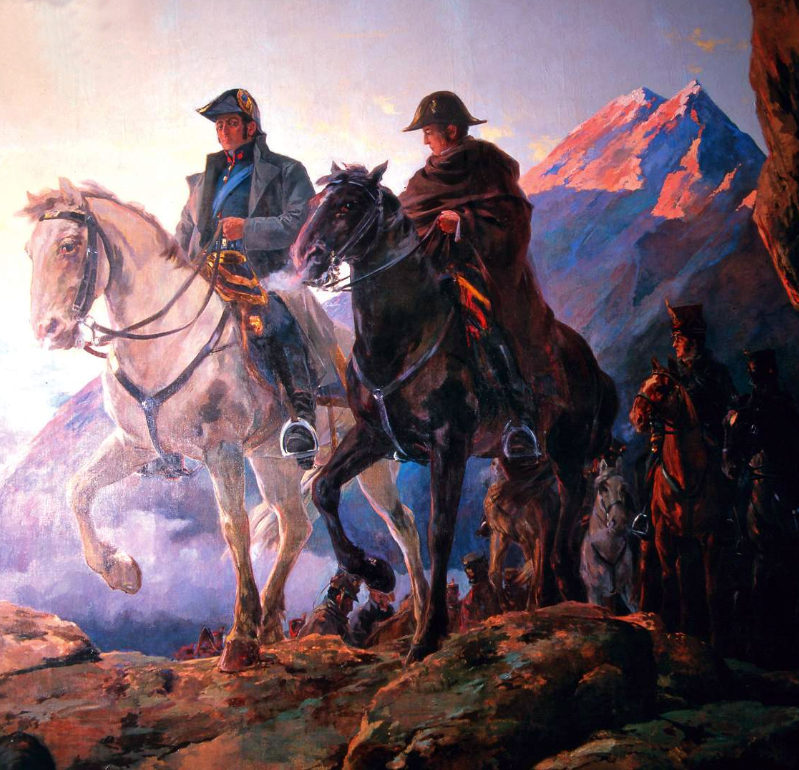
Cruce de los Andes en 1817.

- 1804 a 1805, se traslada la localidad de Huasco desde la actual explanada y ladera próxima a la desembocadura del río Huasco, hacia el puerto Victoria (actual Guacolda), 4 km más al sur, por disposición de autoridades realistas del gobierno central, siendo conocida la actual ubicación como Puerto Viejo. Por tanto se desprende que la ubicación primitiva y casi permanente de este puerto fue siempre la actual.[2]
- 16 de febrero de 1817, se disputa en estas aguas el combate de Huasco, perteneciente a las maniobras del cruce de los Andes de la Reconquista chilena en la guerra de la Independencia de Chile. En este combate lucharon los argentinos Francisco Zelada, Evaristo de Uriburu, Benito Villafañe entre otros, contra los escasas fuerzas realistas que habían huido desde Copiapó hacia el sur, luego de la toma de Copiapó el 13 de febrero de 1817. En esta contienda salieron victoriosas las fuerzas patriotas que luego apoyaron en la Independencia chilena.
- Desde 1817 al 1823, el puerto Huasco adquirió mayor movimiento, como consecuencia del aumento de la exportación de cobre. Así lo ratifica el informe de los Srs. Díaz y San Roque, basados en las entradas de la Aduana del puerto, "Por la razón que han dado las tres oficinas que hay en esta Villa, a saber, de aduanas, tesorería y correo, de los ingresos que ha tenido cada una respectivamente en los siete años corridos desde 1817 hasta 1823, resulta que la entrada en éste, perteneciente a la soberanía nacional, ascendió a la suma de $44.205, 3 1/2 reales, notándose que si la tesorería y correos ha habido algunas diferencias de un año a otro, en la aduana ha ido incrementando rápidamente, como se advertía en la nota que acompañamos de dicho administrador, estando los extremos tan distantes que en 1817 sólo hubo ingresos de $4.786, y que el de 1822 ha llegado a la exorbitante suma de $35.926, 2 1/2 reales; bien el aumento de derechos que cobra esta oficina, y la mayor exportación de cobre que hubo en el citado año 1823 haría ascender la entrada a tanta suma, la que procediendo en parte de causas eventuales y contingentes, no debe contarse cierta en lo sucedido". Durante el final del período realista, la oficina de Aduana fue atendida en Vallenar por el administrador Demetrio Antonio Reygadas y posteriormente lo sucedió en el puerto Huasco, Rafael Olaguier Feliú.[2] Este movimiento de expotación de cobre fue principalmente hacia a la India, a través de la empresa «Compañía de Calcuta» de dn Agustín de Eyzaguirre. Su goleta «Stammore» en 1821, según escueta información, "...volvió a zarpar de Huasco rumbo a Calcuta con un cargamento de cobre".[11]
- 11 de abril de 1819, la ciudad de Huasco sufre un terremoto y tsunami provocado por Terremoto de Copiapó de 1819 de 8.3 MS. El área en la cual se originó el terremoto dio lugar a un tsunami que fue registrado a lo largo de 800 km de la costa del área, incluyendo Huasco y Caldera.[12][13]

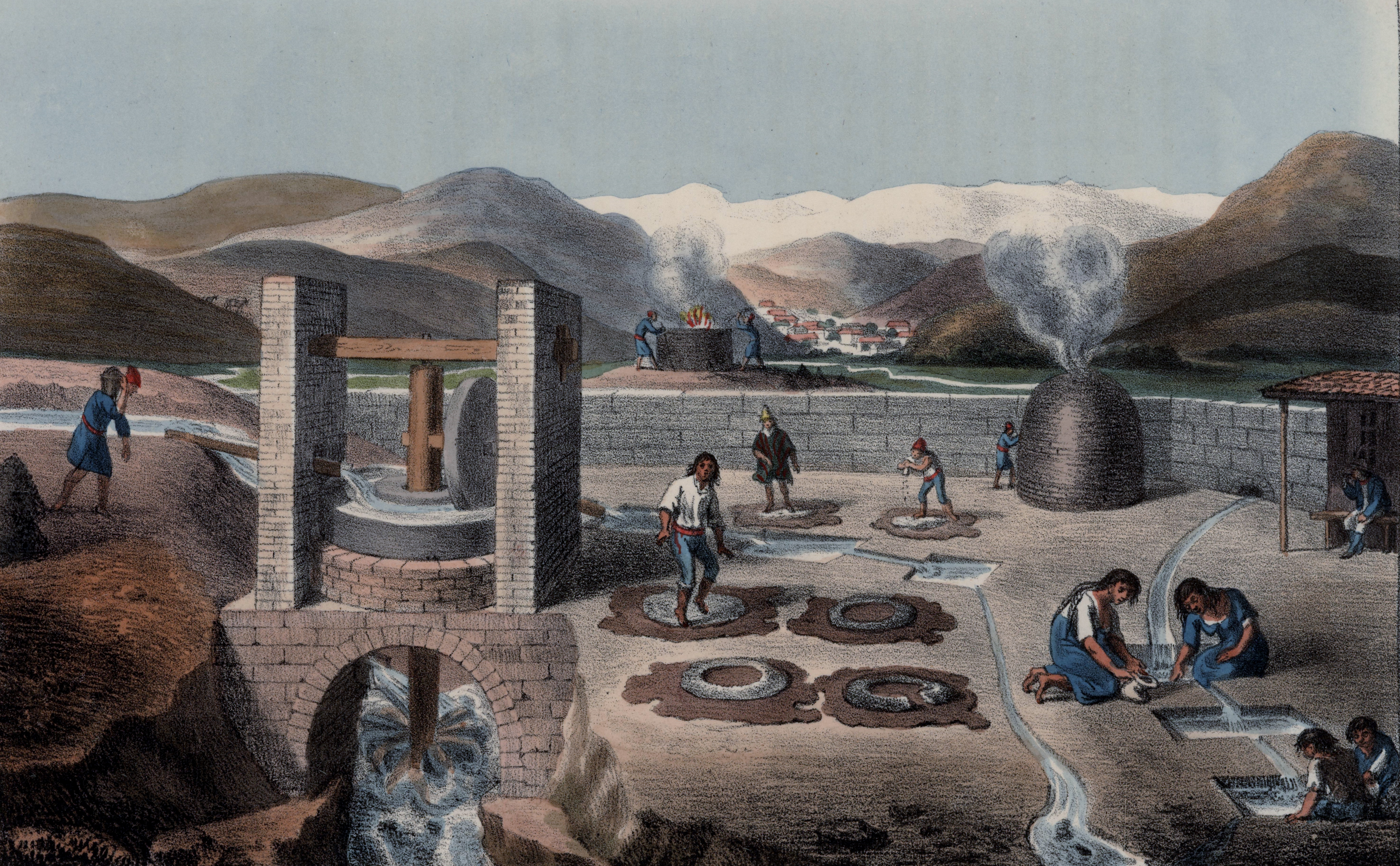
Labores de plata y cobre, dibujo de Peter Schmidtmeyer, litografía de Scharf.

- El viajero y filántropo inglés Peter Schmidtmeyer visitó Huasco en 1820 y en su libro Travels into Chile, over the Andes, in the years 1820 and 1821 (London: Longman, Hurst, Rees, Orme, Brown and Green, 1824) lo describió de la siguiente manera: "La ciudad de Guasco puede contener dos mil habitantes, de los cuales, los más importantes, tienen tiendas y se ocupan la extracción de oro, plata y cobre. Esta, con el Asiento y puerto constituyen la población principal de este valle, que en conjunto quizá sea un poco más de tres mil almas. Aún no se ha establecido allí escuela alguna, pero se tenía intención de crear una sobre el plan de instrucción mutua".[14]
- 17 de marzo de 1825, en correspondencia oficial el cónsul inglés en Valparaíso C. R. Nuget, dice: "Durante los años 1817-1825, se exportaron alrededor de 61 000 quintales de cobre anualmente de los puertos de Coquimbo, Huasco, Copiapó y Valparaíso, de esta cantidad, tres cuartas partes estaban destinadas a la India y el resto, en partes iguales, a los Estados Unidos, Gibraltar y Gran Bretaña"[15][2]
- 1824-1825, lamentablemente este intenso y próspero comercio internacional tuvo brusca declinación en los años 1824-1825. En esta época estalló la primera guerra anglo-birmana que obligó a cerrar la bahía de Bengala a la navegación comercial, casi tres años duró el conflicto, la India empezó a recibir cargamento de zinc de los países escandinavos, y ese metal reemplazó al cobre en la metalurgia de esa región asiática.[2]
- 25 de abril de 1833, ocurre un fuerte temblor en Huasco.

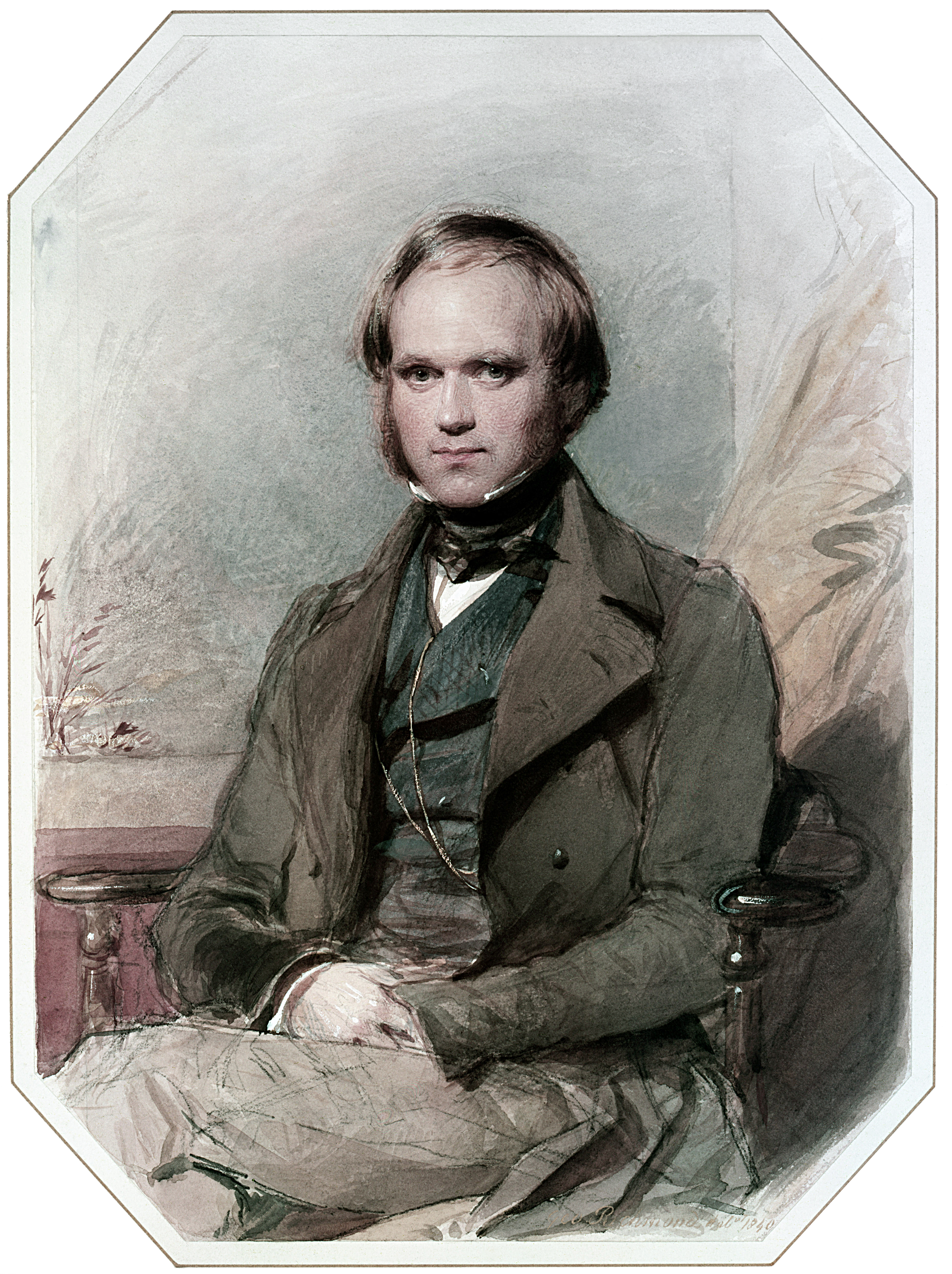
Charles Darwin.

- Entre fines de abril y el 5 de julio de 1835, Charles Darwin recorre esta región minera visitando las localidades de Huasco, Carrizal, Freirina, Vallenar y Copiapó. El naturalista venía de Valparaíso, donde ordenó sus muestras de flora y fauna recolectadas.[16]

##### Guerra contra la Confederación Perú-Boliviana xde
- 28 de noviembre de 1837, luego del ataque a Talcahuano, los confederados recalaron en el puerto de Huasco donde la población indefensa fue víctima de algunos disparos.
- 15 de diciembre de 1837, la escuadra confederada en la Guerra contra la Confederación Perú-Boliviana hostilizó las defensas del puerto de Huasco, tras la toma de las islas Juan Fernández, los soldados huasquinos que combatieron y cayeron, están enterrados en el cementerio municipal.

##### sigloXIX
- 1838, A partir de 1830 Huasco está empujando fuertemente el desarrollo industrial de la Región de Atacama, una muestra de ello es que en 1838 salen 31 barcos con carga minera desde el puerto, 4 barcos provienen de Hamburgo, La minería en los sectores cercanos provocan un fuerte crecimiento del puerto.[17]
- 1842, la empresa naviera Pacific Steam Navigation Company, más conocida como Compañía Inglesa de Vapores, incorpora en su ruta para el correo postal el puerto de Huasco, con dos vapores de propulsión a rueda, el «Chile» y el «Perú» que unían Valparaíso y Callao, en los que también se trasportaban cargas y pasajeros. Esta empresa inició sus operaciones en Sudamérica el año 1840. La ruta completa de los navíos eran los puertos de Valparaíso, Coquimbo, Huasco, puerto de Copiapó, Cobija, Iquique, Arica, Islay, Pisco y Callao. Para luego en 1846 expandir su ruta a Huanchaco, Lambayeque, Paita, Guayaquil, Buenaventura y Panamá.[2]

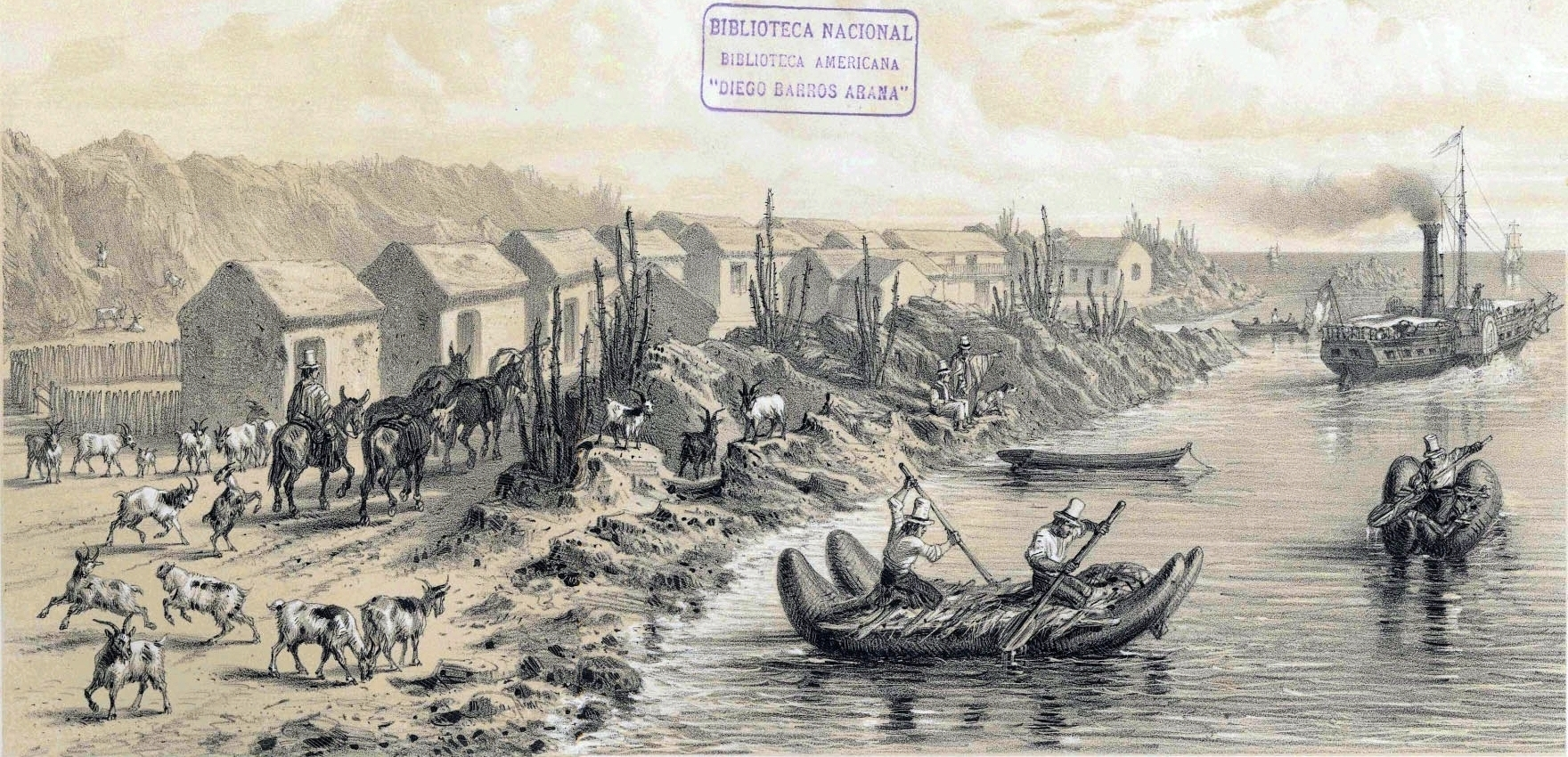
El puerto, 1844: el vapor Chile y aldeanos en balsas de cuero de lobo, litografía en Atlas de la historia física y política de Chile de Claudio Gay.

- 1845, la empresa naviera Pacific Steam Navigation Company, nombra al ciudadano escocés John Hunter Craig Robertson su representante y administrador en la zona, quien desde entonces se afincó junto a su familia en el Huasco. En reconocimiento a sus servicios a la comunidad porteña, la calle principal de la ciudad lleva su apellido. Ese mismo año Craig se asocia con Tomás Vance constituyendo la razón social «Craig y Vance», la primera agencia marítima de Huasco.[2]

##### Refundación de la ciudad de Huasco
- 25 de junio de 1847, el diputado de Vallenar y Freirina (departamento de Huasco), José María Montt Goyenechea envía una carta al gobernador del departamento, Ambrosio Campusano,[2] para que solicite al presidente Manuel Bulnes la autorización de traslado del puerto Victoria (actual Guacolda), 4 km más al norte, en la actual explanada y ladera próxima a la desembocadura del río Huasco, que era conocida como puerto Viejo, ya que antes esta era la ubicación de la localidad (1804). Luego a partir de este año el puerto Victoria pasó a conocerse como puerto Viejo. Se estima que este parlamentario en su petición interpretaba los intereses de las autoridades locales y el informe emitido por el capitán de navío, Roberto Simpson, quienes presentaron los inconvenientes y dificultades que ostentaba el puerto Victoria. Si bien era cierto ofrecía mayor abrigo de los vientos por el lado del Islote, su fondo era relativamente bajo; más de una vez, los barcos que recalaban allí, encallaron o perdieron sus anclas entre los arrecifes.
- 1848, quedó definitivamente establecido el traslado sin mayores dificultades del puerto.[2]
- 1849, el ingeniero belga Eugenio Crooy, funcionario de la Intendencia de Atacama, por encargo del intendente Manuel José Cerda, levantó el plano urbanístico del puerto. El municipio de Freirina canceló al ingeniero por este trabajo 15 onzas de oro. Trabajo que posteriormente fue rechazado aduciendo que "no abarcaba el terreno más adecuado para una población".[2]
- 16 de abril de 1850, el presidente Bulnes responde positivamente la solicitud realizada en 1847, y firma el decreto supremo de fundación de Puerto Huasco, en el departamento de Freirina, provincia de Atacama.[2]

##### sigloXIX, segunda mitad
- 1850, se disuelve el orfeón municipal.
- 26 de mayo de 1851, Copiapó, Huasco, Freirina y Vallenar tuvieron muchos daños por el terremoto de Huasco de 1851 ocurrido a las 13:15 horas. Este terremoto de 7 a 7,5 MS, generó un tsunami de 3 m que provocó daños en Huasco.[18][19]
- 25 de septiembre de 1851, expediciones chilenas en el norte tenían por objetivos apoderarse de 2000 fusiles de propiedad del general boliviano José Ballivián, que se suponían estaban ocultos en el puerto de Huasco, y de $ 30 000 que se creía encontrar en la tesorería de la aduana del mismo puerto.[20]
- 15 de septiembre de 1853, el presidente Manuel Montt y su ministro de interior Antonio Varas en decreto N.º 314, determinan seccionar de la comuna de Freirina, de la que dependían administrativamente, las subdelegaciones 3ª. Huasco Bajo y 4ª. Puerto Huasco. Confirmando los mismos límites territoriales de los distritos que corresponden, y entregan mayor autonomía administrativa a puerto Huasco y su vecino Huasco Bajo. Esto considerando el aumento de población del sector bajo del valle Huasco, de su aumento de comercio y del vasto territorio de estas subdelegaciones. Estas subdelegaciones estaban subordinadas a un subdelegado, el que generalmente, en su primera etapa, residía en Huasco Bajo, no podía por tanto atender eficientemente el servicio público, el orden administrativo y judicial.[2]
- 31 de diciembre de 1853, el ministro de Interior, Antonio Varas, dice "En uso de autorización que me confiere la lei (sic) de 21 de noviembre de 1846, decreta con fecha actual, la aprobación de planos y condiciones para el repartimiento de sitios. Este documento en primer término aprueba el plano levantado por el ingeniero Santiago F. Roberts y dispone que se destinen sitios para escuela, cárcel, edificios públicos, aduanas y resguardo, se recomienda que estos últimos se ubiquen en lugar próximo al muelle".[2]
- 1859, en la revolución de 1859, Enrique Simpson Baeza a bordo de la corbeta Esmeralda, como teniente 1°, fue enviado a cargo de dos embarcaciones con 8 soldados cada una que dispersaron a unos amotinados en el puerto de Huasco.
- 8 de enero de 1862, el presidente José Joaquín Pérez Mascayano y su ministro Manuel Renjifo decretan el respectivo permiso a la «Casa Sewell y Patrickson», para construir un muelle particular en el puerto de Huasco, en sitios de su propiedad. De esta forma se facilitan los embarques de metales, cobre fundido de sus faenas, fundiciones y recepción de materiales y carbón de piedra para la misma, al interior del valle.[2]

##### Guerra del Pacífico
- 1879, fue construido el Fuerte sur o Esmeralda,[cita requerida] que es uno de los tres fuertes construidos en ese año. Este domina la bahía y está lleno de carácter histórico, ya que, durante la Guerra del Pacífico fue utilizado como punto de vigilancia.[21]
- 21 de julio de 1879, en la primera correría del monitor blindado peruano Huáscar arriba a Huasco y destruye las cuatro lanchas presentes en la bahía. La corbeta Unión fondea a las 6:30 a. m. del mismo día en Carrizal Bajo, incendia 17 lanchas y se reúne con el Huáscar, retirándose hacia Chañaral a las 6 p. m.
- 4 de octubre de 1879, el monitor peruano Huáscar se encontraba en su quinta expedición sobre las costas chilenas junto con la corbeta Unión cuando fueron vistos a las 11 a. m al sur de Huasco con dirección sur, la noticia llegó rápidamente a Antofagasta y a Santiago vía telégrafo. A la llegada del convoy a Tongoy (región de Coquimbo), donde el Huáscar reparó una válvula de vapor y navegan de vuelta hacia el norte.
- Luego de ello, la noche del 7 de octubre de 1879, Juan José Latorre comandante del blindado Cochrane, recibió a bordo un telegrama del ministro de Guerra Rafael Sotomayor Baeza donde le informaba del avistamiento del monitor Huáscar a la altura de Huasco con dirección norte. Finalmente el día 8 de octubre de 1879 en el Combate naval de Angamos ambos buques peruanos se enfrentaron contra los buques chilenos Cochrane, Blanco Encalada, Loa y Covadonga.
- del 10 al 20 de octubre de 1879, luego de la captura del Huáscar por parte de la Escuadra chilena y de la muerte de su comandante Miguel Grau Seminario, el monitor navegó desde Antofagasta hasta Valparaíso, previa escala en Chañaral, Caldera, Huasco y Coquimbo. La captura del Huáscar fue decisiva para la obtención del dominio marítimo y marca el fin de la campaña naval de la Guerra del Pacífico.

##### sigloXIX, finales

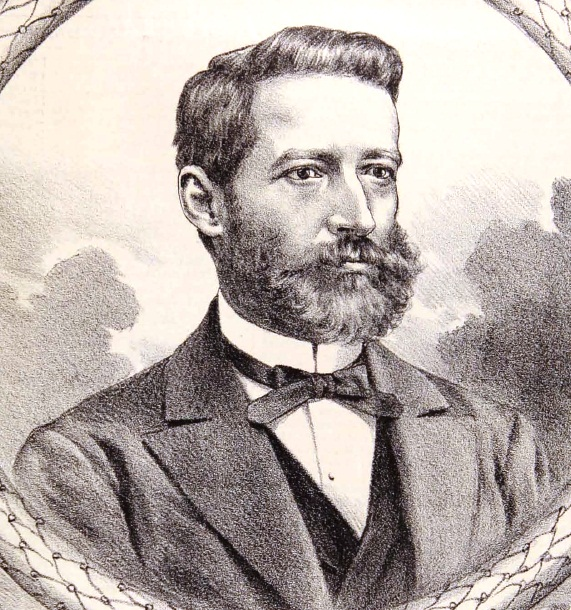
José Santos Ossa, empresario salitrero.

- 1880, se instala una cruz sobre la torre de un templo construido por la familia Craig, siendo esta la primera construcción de lo que es hoy la Iglesia de San Pedro.
- 25 de diciembre de 1892, se inaugura la vía férrea entre Huasco y Vallenar, de casi 50 kilómetros de longitud. En la actualidad ha sido casi removida.[22][23]
- 1894, fue construida la casa habitación del Jefe de estación de ferrocarril del Estado. Actualmente alberga la Biblioteca José Santos Ossa de Huasco.
- 29 de junio de 1899, es erigida como parroquia la Iglesia de San Pedro Apóstol, bendecida por Monseñor Florencio Fontecilla, obispo de La Serena.

Francisco Astaburoaga escribió en 1899 en su Diccionario Geográfico de la República de Chile: 301  sobre el lugar:

Guasco (Puerto de).-—Está situado en el departamento de Freirina por los 28º 27' Lat. y 71º 16' Lon. Es de amplia rada, aunque expuesta á los vientos del norte, con fondeadero seguro al extremo sur donde tiene buenos muelles; á menos de tres kilómetros al NE. desemboca el río, que le da el nombre. Su población es de 417 habitantes y posee regulares edificios de aduana, iglesia, escuelas gratuitas, oficinas de correo y telégrafo, establecimientos de fundición de cobre y de otras industrias. Deja al E. á unos 22 kilómetros á su capital, la ciudad de Freirina. Ha sido puerto que de antiguo ha facilitado el comercio y exportación de todo el valle del río Guasco. También recuerda hechos de corsarios y filibusteros como la estada en él á principios de abril de 1600 del almirante holandés Oliverio van Noort, que puso aquí en libertad al capitán y casi toda la tripulación de la nave española «Buen Jesús», que había apresado cerca de la isla de Santa María, esperando que se correspondería el acto respecto de prisioneros de su nación, que de antes se tenían en Lima; el desembarco del filibustero Bartolomé Sharp el 10 de marzo de 1681, en el que saqueó el pueblo y se llevó de él 120 ovejas, 80 cabras, cerca de 50 hectólitros de trigo, &c.; y el otro ataque del filibustero Eduardo Davis á fines de 1686, en que fué igualmente saqueado. Este puerto en una época anterior tuvo el nombre de puerto de la Victoria.

#### sigloXX
- 1909, se concretó la línea telefónica entre Huasco y San Félix.
- 7 de septiembre de 1910, se promulga la Ley 2391 del Ministerio de Hacienda que habilita como puerto mayor el puerto menor de Huasco y fija el personal que tendrá la Aduana. Y se suprime la Aduana de Carrizal Bajo puerto que rebaja de la categoría mayor a menor.[25]
- 1912, se erigió el edificio de estilo inglés Gran Hotel Holanda por José Guillermo Zuleta Sotomayor y su padre, en el sector centro de Huasco. Su dueño era José de la Cruz Núñez. En la actualidad esta construcción está cedida a Carabineros de Chile.[26]
- 10 de noviembre de 1922, la ciudad de Huasco sufre un terremoto y luego un tsunami causado por el terremoto de Vallenar de 1922 de 8,39 MS, las olas en el puerto alcanzaron de 5 a 7 m, avanzando hasta 1 km tierra adentro. La destrucción del puerto fue casi total, provocando la muerte en estas costas de 14 personas.[27][28][29]
- 1923, se instala el alumbrado eléctrico en Huasco.

El geógrafo chileno Luis Risopatrón lo describe como un ‘pueblo’ en su libro Diccionario Jeográfico de Chile en el año 1924:: 378 

Guasco (Pueblo) 28° 28' 71° 15'. De corto caserío, con servicio de correos, telégrafos, aduana, escuelas públicas i estación de ferrocarril, cuenta con establecimientos de fundición de cobre i otras industrias i se encuentra en él ordinariamente abundantes provisiones frescas i agua dulce de buena calidad; se mandó fundar por decreto de 16 de abril de 1850 en el estrecho desplaye de la costa S del puerto del mismo nombre.

y agrega información del puerto:: 378 

Guasco (Puerto del) 28° 27' 71° 15'. Con surjidero incómodo por alcanzarle alguna mar del SW, pero no peligroso, se abre a corta distancia al S de la desembocadura del rio del mismo nombre; se esporta por él cobre i se hace el comercio de todo el rico valle que el rio baña. Antes se encontraba el puerto a 4 kilómetros mas hacia el SW, al lado de un islote que lo defendia de los vientos de ese cuadrante, pero fué abandonado por su fondo de rocas. Por los años de 1700 se le denominaba de La Victoria.

- 18 de noviembre de 1932, fundación del sindicato profesional de obreros marítimos.
- 1933, se entregada a la comunidad la Iglesia Nuestra Señora del Rosario de Huasco Bajo, que reemplaza a la anterior iglesia que se entregó a la comunidad en el año 1633 y que fue la primera iglesia del valle del Huasco.
- 20 de junio de 1938, violento aluvión cae sobre Huasco.
- 20 de abril de 1940, incendio en las dependencias de Socoma (Sociedad Comercial Marítima).[31]
- 3 de diciembre de 1959, la isla Guacolda fue unida al continente por la Compañía de Acero del Pacífico (CAP), transformándose en península Guacolda, con el propósito de crear una bahía artificial.[31]
- Década de 1960, en Huasco la electricidad era suministrada por la familia Bruzzone, y el agua era vendida en burro. La actividad casi obligada en las noches de verano era pasear a la "hora del parlante", cuya música era puesta en las antiguas dependencias de la municipalidad. El paseo en calle Craig era por la vereda alta, única pavimentada, desde la esquina del bucanero (actual pub Esquina Clave) hasta Thiele (actual pub Guyana). La ramada "Las Totoras" y la fuente de soda de la "familia Rojas" (familia Rojas Pérez) eran similares a los actuales pub.
- 1976, se inicia el proyecto de construcción de la nueva Iglesia Parroquial San Pedro Apóstol sobre el mismo lugar donde estaba la anterior.
- finales de 1978, inicia sus operaciones la Planta de Pellets, perteneciente a la CAP Minería (reestructuración orgánica de la CAP), que produce aglomerados de minerales de hierro.
- 1980, fue bendecida y consagrada la segunda edificación de la Iglesia Parroquial San Pedro Apóstol construcción en acero y hormigón estuvo a cargo del arquitecto Hugo Chacaltana y su esposa Lucy Sims.
- 1986, internación de armas de Carrizal Bajo el grupo subversivo Frente Patriótico Manuel Rodríguez ingresó ilegalmente un cargamento de armas de guerra por la caleta de Carrizal Bajo, en la comuna de Huasco.
- febrero de 1989, se realiza la primera edición del Festival del Velero.
- 2 de abril de 1992, inicia sus operaciones la Central termoeléctrica Guacolda, con la finalidad de aportar al suministro eléctrico en el sector norte del Sistema Interconectado Central (SIC).
- agosto de 1996, se inaugura el Faro Monumental de Huasco, construcción ubicada en punta Escorial.

#### sigloXXI
- 2004, se construye el anhelado Paseo Avenida Costanera o simplemente Costanera, vía y peatonal que recorre todo el borde costero de Huasco, uniendo el Muelle Fiscal con la playa Grande.
- 30 de enero de 2013, se registra el terremoto de Vallenar de 2013, cuya magnitud fue de 6,7 MW. Su epicentro se localizó 46 kilómetros al noroeste de Huasco, donde se percibió con una magnitud de IV MM, se registraron cortes parciales de suministro eléctrico y un corte en la ruta costera cerca del Parque nacional Llanos de Challe.